# Herbert I. od Vermandoisa
Herbert I. od Vermandoisa (fra. Herbert Ier de Vermandois; (848./850. — ubijen 900./6 studenog 907.) bio je franački plemić te grof Vermandoisa, Soissonsa i Meauxa. Bio je i opat laik Saint-Quentina te je spomenut u kronici Vita Hludowicis Imperatoris.
Njegov otac je bio plemić Pipin, prvi grof Vermandoisa; majka Herberta I. je nepoznata, a bila je Pipinova supruga. Herbert je postao grof Soissonsa prije 889. te je upravljao Péronneom.

## Obitelj
Grof Herbert I. je oženio neku Bertu, koja mu je rodila sina, također imenom Herbert, a koji je oca i naslijedio kao Herbert II. (Herbert I. je preko sina bio djed Adalberta, Roberta i Herberta Starijeg, muža franačke kraljice Eadgifu.) Herbert I. je imao sa ženom i kćer Beatricu Vermandoisku, koja se udala za franačkog kralja Roberta I. Beatrica je postala Robertova druga supruga te je vjerojatno bila majka kraljice Eme. Herbert je možda imao i kćeri Adelu i Cunégonde.